# マーフィー徴候
マーフィー徴候（マーフィーちょうこう、英: Murphy sign, sonographic Murphy's sign）とは、胆嚢疾患に見られる徴候の一つ。

## 概要
急性胆嚢炎、胆石症などの触診時に、右季肋下部を圧迫することで深吸気時に痛みの為に呼吸が止まる徴候。超音波検査時に描出された胆嚢をプローブで圧迫すると痛みを訴える場合はsonographic Murphy's signと呼ばれる。

## 症状
有痛性